# Kufra
Kufra (àrab: الكُفرة, al-Kufra) o Jawf Kufra, també apareix com a Khofra, Jufra, Djufra, al-Jufra (italià Giofra, Cufra francès Djoufra o Joufra) és una depressió del desert de Líbia el principal grup d'oasis d'aquest desert. La regió està formada pels oasis Waddan, Hon i Sokna entre el Jabal Wadan i el Jabal as-Suda. És al paral·lel 29 entre el golf de Sirte i Fezzan a més de 900 km al sud-est de Bengasi. El 1950 tenia uns 2.200 habitants.

## Història
El país, anomenat Waddan pel nom de la principal vila, estava governat al segle vii per un príncep dels amazics mazata que es va sotmetre al conqueridor musulmà Uqba ibn Nafi (667). Fou per un temps ibadita. Al segle xi era habitat per xamites i gent d'Hadramaut i tenia una sola mesquita. Un oasi que podria ser Kufra és descrit el 1154 per al-Idrissí però la regió és molt poc esmentada a la història i era simplement un lloc de pas a les rutes del desert on es cultivaven els dàtils. L'armeni Qaràqux, senyor de Trípoli, s'hi va refugiar fugint dels mallorquins Banu Ghaniya però fou atrapat per aquests i executat (1195).
En els segles següents, Sokna va suplantar Waddan com a centre de la regió que en algun moment va començar a ser anomenada Jufra derivat de Kafir (infidel) segurament perquè fou poblada pels tubu pagans que van deixar diversos vestigis com cementiris, cases, fortificacions als cims dels turons, però van desaparèixer eliminats vers la meitat del segle xviii pels zawiya i els hassuna, tribus de la Tripolitana. Al segle xix ja hi no quedaven tubus. Llavors el territori era virtualment independent sota el Ulad Sliman, tribu nòmada que fou exterminada pels otomans quan el seu cap Abd al-Djalil es va revoltar contra l'autoritat turca el 1842. En aquest segle era un kada (districte) del sandjak de Fezzan.
Els europeus van explorar la regió (principalment l'alemany Rohlfs el 1879). Els sanusiyya dirigits pel sàyyid Muhàmmad ibn Alí as-Sanussí hi van establir una zàwiya anomenada Zawiyat al-Ustadh o al-Istat, prop de Djof, a petició dels habitants (que es van dir per això els zwuyya) vers la meitat del segle xix. El 1895 el fill i successor de Muhàmmad, el sàyyid Muhàmmad al-Mahdí ibn Muhàmmad as-Sanussí, hi va establir la seva capital (abans fixada a Djaghbud), i aviat transferida a una nova zàwiya construïda també als oasis de Kufra anomenada Zawiyyat al-Tadj, però el 1899 la va abandonar i es va traslladar més al sud.
Els italians van ocupar el territori el 1928 però el van evacuar el 1943. Els sanussites van demanar el suport francès contra els italians i els francesos hi van enviar alguns soldats, però finalment el general Rodolfo Graziani va ocupar Kufra el 1931. Un aeroport fou construït a al-Tadj (aeroport de Buma). El 1940 els aliats van intentar la seva conquesta sense èxit. El març de 1941 els aliats van tornar a atacar sota el general Leclerc i tropes natives txadianes i la van conquerir en la batalla de Kufra. En els anys setanta Líbia va iniciar un projecte agrícola a la zona amb aigües de les capes freàtiques. Actualment és un centre de pas per emigrants subsaharians cap a Europa.
Sota el regne de Líbia la població era d'uns 5.000 habitants. A Waddan hi ha un castell i tenia uns 1.700 habitants el 1936. A Sokna, que fou la capital sota els otomans, situada a l'oest, també hi ha un castell i tenia uns 1.200 habitants el 1936. Hon, vila més moderna, es troba prop d'unes ruïnes i fou la capital sota els italians arribant a uns 1.800 habitants (1936).